# 카예 13
카예 13(Calle 13)은 배다른 형제인 Residente(Pérez Joglar), Visitante(Eduardo José Cabra Martínez)와 그들의 여동생 Ileana로 구성된 밴드이다. 이 밴드는 독특한 악기를 자주 사용하는 전자 음악 스타일로 잘 알려져있고, 라틴아메리카의 이슈나 문화에 대한 사회적 발언과 비꼬는 듯한 가사로 유명하다. 그들은 푸에르토 리코의 독립을 지지하며, 그들의 정치적 성향은 논쟁을 불러일으킨다. 이 밴드는 라틴 그래미 상을 10번, 그래미 상을 2번 수상했다.

## 활동
카예 13은 White Lion Records와 첫 계약을 하고, 논란을 불러일으킨 노래 "Querido F.B.I."을 발표했다. 이 노래로 카예 13은 푸에르토 리코에서 악명을 얻게 됐다. 2005년 카예 13은 밴드와 동명의 앨범, "Calle 13"로 데뷰했으며, 싱글 "Se Vale Tó-Tó"와 "Atrevete-te-te!"로 인기를 얻었다. 2007년 두 번째 앨범 "Residente o Visitante"를 발표했는데, 다양한 장르의 음악을 실험한 이 앨범은 라틴 그래미 상을 3개를 수상하고 라틴 아메리카 전역에서 큰 성공을 거두었다. 2008년 세 번째 앨범 "Los de Atrás Vienen Conmigo"은 푸에르토 리코 정부에 대한 비판으로 논쟁을 불러일으켰다. 2010년 11월 카예 13은 "Entren Los Que Quieran"을 발표했다.